# Jeff Clarke
Jeffrey „Jeff” Clarke (ur. 18 października 1977 w New Westminster) – kanadyjski piłkarz występujący na pozycji pomocnika. Zawodnik klubu Surrey United Firefighters.

## Kariera klubowa
Clarke seniorską karierę rozpoczynał w 1996 roku w drużynie Simon Fraser Clan z uczelni Simon Fraser University. W 1997 roku przeszedł do klubu Vancouver 86ers z USISL A-League. W 1997 roku trafił do irlandzkiego St. Patrick’s Athletic. W 1998 oraz w 1999 roku zdobył z nim mistrzostwo Irlandii. W latach 1999–2000 grał w innej irlandzkiej drużynie, Longford Town. Jednocześnie występował w kanadyjskim futsalowym klubie, Edmonton Drillers.
W sezonie 2000 grał w amerykańskim Hampton Roads Mariners z USL A-League. W tym samym czasie występował w futsalowym Baltimore Blast. Następnie grał w zespołach Portland Timbers, Vancouver Whitecaps, a od 2009 roku występuje w Surrey United Firefighters.

## Kariera reprezentacyjna
W reprezentacji Kanady Clarke zadebiutował 17 sierpnia 1997 roku w przegranym 0:1 towarzyskim pojedynku z Iranem. W 2000 roku był uczestnikiem Złotego Pucharu CONCACAF, który okazał się dla Kanady zwycięski.
27 maja 2000 roku w wygranym 1:0 towarzyskim spotkaniu z Trynidadem i Tobago strzelił pierwszego gola w kadrze narodowej. W 2001 roku został powołany do niej na Puchar Konfederacji. Nie zagrał jednak na nim w żadnym meczu, z Kanada odpadła z turnieju po fazie grupowej. W latach 1997–2002 w drużynie narodowej rozegrał Clarke w sumie 19 spotkań i zdobył 1 bramkę.